# Tappen
Tappen è un centro abitato (city) degli Stati Uniti d'America, situato nella Contea di Kidder, nello Stato del Dakota del Nord. Nel censimento del 2000 la popolazione era di 210 abitanti. La città è stata fondata nel 1882.

## Geografia fisica
Secondo i rilevamenti dell'United States Census Bureau, la località di Tappen si estende su una superficie di 3,20 km², tutti occupati da terre.

## Popolazione
Secondo il censimento del 2000, a Tappen vivevano 210 persone, ed erano presenti 54 gruppi familiari. La densità di popolazione era di 65 ab./km². Nel territorio comunale si trovavano 100 unità edificate. Per quanto riguarda la composizione etnica degli abitanti, il 99,52% era bianco e lo 0,48% era afroamericano. La popolazione di ogni razza ispanica corrispondeva allo 0,48% degli abitanti.
Per quanto riguarda la suddivisione della popolazione in fasce d'età, il 29,5% era al di sotto dei 18, il 6,2% fra i 18 e i 24, il 24,8% fra i 25 e i 44, il 23,8% fra i 45 e i 64, mentre infine il 15,7% era al di sopra dei 65 anni di età. L'età media della popolazione era di 38 anni. Per ogni 100 donne residenti vivevano 107,9 maschi.